# BKVT V típus
A BKVT V típusú motorkocsi egy, a Ganz és a kistarcsai Gép- és Vasútfelszerelési Gyár Rt. által gyártott villamos motorkocsi-sorozat volt, amit 1911 és 1912 között gyártottak a Budapesti Közúti Vaspálya Társaságnak. A járművekből 80 darab készült, pályaszámaik 1001 és 1080 között voltak. A cég leghosszabb, legnagyobb tengelytávú, befogadóképességű és legnehezebb kocsijai voltak, és motorjuk is erős volt. A kocsiknak alsóvezetékes áramszedői is voltak. A cég legforgalmasabb vonalain közlekedtek.

## Története
A BKVT 1911–1912 között rendelte ezeket az erős és fürge motorkocsikat. A járművek általában a budai turistaforgalmat szállították Pestre. 1922-ben a BSzKRt vette át a kocsikat, a cég a pantográf áramszedőket lírára cserélte. A többi típussal ellentétben ennek a típusnak nem volt az oldalán osztóléc, ezért nem került rá a szokásos BSzKRt-féle sárga-fehér festés, helyette teljes egészében sárgára festették a járműveket. A BSzKRt alatt az 1080-as pályaszámú kocsi az 1000-es számot kapta. Az 1050–1079 pályaszámcsoportban lévő villamosokat 1939-ben hegyipályásra alakították át, ennek köszönhetően elkerülhetővé váltak az olyan megfutamodásos esetek, hogy a kocsi leguruljon a lejtőn, valamint fékezésük sokkal hatékonyabb lett a meredek pályán, mint az átlagos villamosoknak. A BSzKRt. időkben a kocsik nagy részét sínfékkel is felszerelték, ez nagyon hasznos volt a nagykörúti forgalomban. A második világháború két kocsit érintett, ezek a következők voltak:
- 1019: A Dunába zuhant, amikor a németek felrobbantották a Margit hidat, a kocsit felújították, 1963-ban ikresítették és 1980-ban selejtezték.
- 1079: Megsemmisült, amikor felrobbantották a Szépilona kocsiszínt.

Az 1950-es években a kicsi ajtajaik miatt lekerültek a Nagykörútról és Újpestre kerültek, ahol előfordult, hogy egy-egy reggeli 3-as villamoson három pótkocsit is vontattak maguk után. Három kocsit a BHÉV-nek adtak át (1047, 1053, 1066). A villamosokat 1958-tól a Füzesi Főműhelybe vontatták, ahol 1961-ig minden kocsi acélvázas kocsiszekrényt kapott. 1963-ban a sorozatot három HÉV-től visszakapott ezres és két M V-ös bővítette, ezek 1080–1084-es pályaszámcsoportban voltak, 1963-ban ikresítették őket.
- 1958. február–március: 1050, 1012, 1037, 1005, 1078, 1033, 1023, 1028, 1020 (Az 1053-as és az 1056-os kocsi HÉV-motorkocsi lett, az 1050-esről leszerelték a hegyipályás berendezést, mert M V jellegűre akarták alakítani)
- 1958. március–május: 1070, 1069, 1051, 1061
- 1958. május–június: 1076, 1064, 1074, 1011
- 1958. június–október: 1062, 1008, 1060
- 1958–1960.: 1000–1004, 1006–1007, 1009–1010, 1013–1019, 1021–1022, 1024–1027, 1029–1032, 1034–1036, 1038–1049, 1052, 1054–1055, 1057–1060, 1063, 1065–1068, 1071–1077

A villamosok leginkább a két egykori HÉV-vonalon, a hegyipályás viszonylatokon és az óbudai vonalakon közlekedtek. Az 1970-es években viszont több átcsoportosítás történt az 58-as villamos megszűnése miatt, így a villamosok Újpesten is felbukkantak, valamint ebben az évtizedben egységesítették a járművek kinézetét. Az 1980-as években a kocsikkal már szinte csak a 41-es és 43-as vonalakon és az éjszakai járatokon lehetett velük találkozni. Az ezreseket leváltották a Tátrák és végül 1984. augusztus 31-én közlekedtek utoljára. A végleges búcsújuk szeptember 1-jén volt a 47É vonalon.

### 1900-as ikerkocsik
Az FVV 1963-ban átvette a dél-budai HÉV-vonalakat és villamosvonalakká alakította át őket. (41-es és 43-as villamosok) Ezekre a vonalakra 25 darab ezrest és 18 M V-ös HÉV-motorkocsit ikerkocsivá alakítottak, összesen 22 pár volt belőle. A villamosok először csak a két egykori HÉV-vonalakon közlekedtek, majd Újpesten is felbukkantak, ott a 3A, a 8-as, a 10-es, a 15-ös, a 33A és a 65-ös villamos vonalán közlekedtek. 1981 és 1984 között selejtezték őket.

## BBVV U típus
A Budapest-Budafok Helyi Érdekű Villamos Vasút 1912-ben a Nagytétényig meghosszabbított HÉV-hez rendelt kéttengelyes motorkocsikat, összesen nyolcat. A járművek vizsgáztatása lassan ment, az utolsó kocsi 1916-ban állhatott forgalomba. A pályaszámaik 30 és 37 között voltak. A jármű szinte teljes hasonmása volt az ezreseknek, azzal a különbséggel, hogy itt két osztályra volt osztva. 1917-ben pályaszámuk elé 20 került. 1926 és 1930 között pótkocsiként szolgáltak a P XII-esek megérkezéséig, ekkor erősebb 1100 V-os motort kaptak, ami azért is kellett, hogy a nagytétényi vonalon bevezethessék az 1000 V-os feszültséget. Azonban az M 2036-os és M 2037-es pályaszámú kocsik végig pótkocsik maradtak. A U típust 1937-ben kezdték el acélvázasítani, amivel Budapest egyik első acélvázas típusa lett. Az M 2035-ös és az M 2033-as kocsikat Miskolcra szállították és ott álltak forgalomba 78–79-es számon, 1958–59-ben acélvázasították és 40–41-es számot kapták. A 41-es Szegedre került, de már selejtezték, a 40-es ma is megvan. Az utolsó U típusú kocsit 1975-ben selejtezték.

## BBVV E típus
1914 és 1918 között rendelt 25 darab motorkocsit a Ganztól a BBVV. A járműveknek 1917-ben az U típushoz hasonlóan egy 20-as került a pályaszámuk elé. 1925-ben jelzésük M V lett. Acélvázasításuk 1956 és 1958 között volt és az 1900-as pályaszámcsoportba lettek sorolva. 1963-ban ikresítették a legtöbb kocsit. Az 50-es években M 2039-es kocsi két P X pótkocsival alkotott szét nem szedhető egységet, majd az M 2038-as, az M 2039-es és a két P X-es pótkocsi acélvázasítása után, egy négy kocsiból álló távkapcsolású szerelvényt képeztek, aminek a beceneve „Helikon vonat” volt. A szerelvényt két részre lehetett bontani. 1960-ban a motorkocsik M 1038-as és M 1039-es pályaszámokat kaptak és a csepeli H járaton közlekedtek 1975-ig. Az utolsó M V-öst 1984-ben vonták ki a forgalomból.

## Megmaradt járművek
- 1000: Eredeti pályaszáma 1080. A szentendrei Városi Tömegközlekedési Múzeumban állították ki utolsó forgalmi állapotában.
- 1003: Selejtezése után emelési kísérletekhez használták, majd 1997-ben szétvágták.
- 1031: Sörözőként üzemelt Kőbánya-Kispest vasútállomás mellett, 2001-ben a Száva kocsiszín mellé került. 2007-ben megvásárolta a MAVITE és az Északi Járműjavítóban felújította. 2013-ban Pécsett állították ki a Ferencesek utcájában.
- 1049: 1984-es selejtezése után a Móricz Zsigmond körtéren üzemelt sörvillamosként, majd onnan 1998-ban a Jászberényi úti ócskavastelepre szállították. Jelenleg is ott található. 2001-ben visszafestették eredeti kinézetére.
- 1043: 1983 óta az 1061-essel együtt a zugligeti kemping bejáratánál kiállítva (A Magyar Műszaki és Közlekedési Múzeum kiállítható állapotú restaurálását tervezi)[1]
- 1055: 2006-ig a Kelenföld kocsiszínben állt, de az SZKT megvásárolta, felújíttatta és kiállította az egykori 7-es villamos végállomásán a Somogyi utcában.
- 1061: 1983 óta az 1043-assal együtt a zugligeti kemping bejáratánál kiállítva (A Magyar Műszaki és Közlekedési Múzeum kiállítható állapotú restaurálását tervezi)[2]
- 1074: 1991-ben a BKV favázasította és kiállította Városi Tömegközlekedési Múzeumban. 2012-ben kezdett el rendszeresen közlekedni nosztalgiaforgalomban.
- 40: U típusú egykori HÉV-kocsi, 33-as pályaszámmal közlekedett, onnan Miskolcra került 79-es pályaszámmal és 1959-ben acélvázasították, ekkor lett 40-es a pályaszáma Forgalomból való kivonása után munkajármű lett.
- M 2073: M IV-es HÉV motorkocsi, szintén viselte a 33-as számot. Szentendrén található roncs állapotban.
- 4378: Előtte 1934-es, előtte pedig M 2044 volt. 1986-tól a hegesztővonat étkező-öltöző kocsija.

## Képgaléria

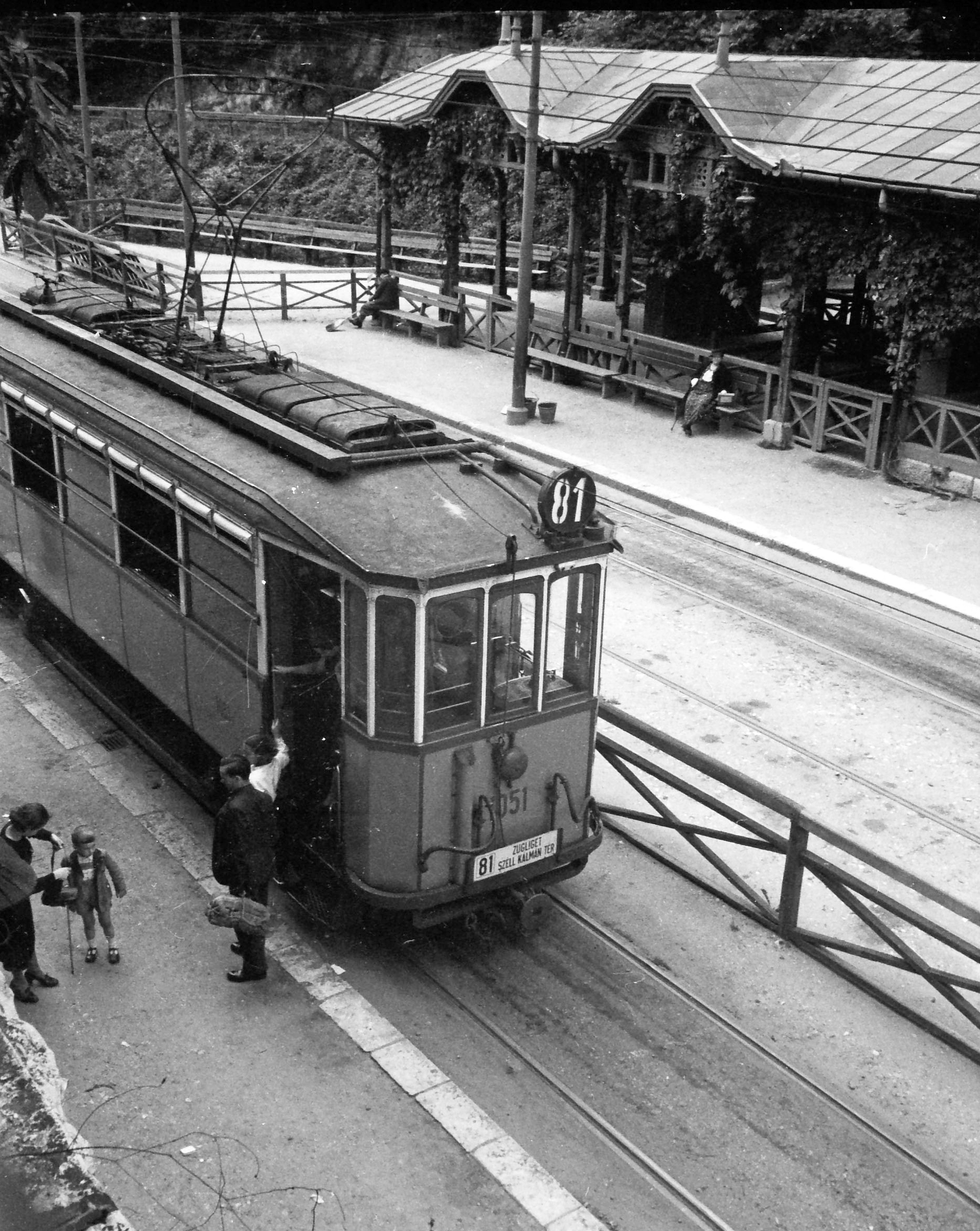
Az 1051-es pályaszámú kocsi Zugliget végállomáson
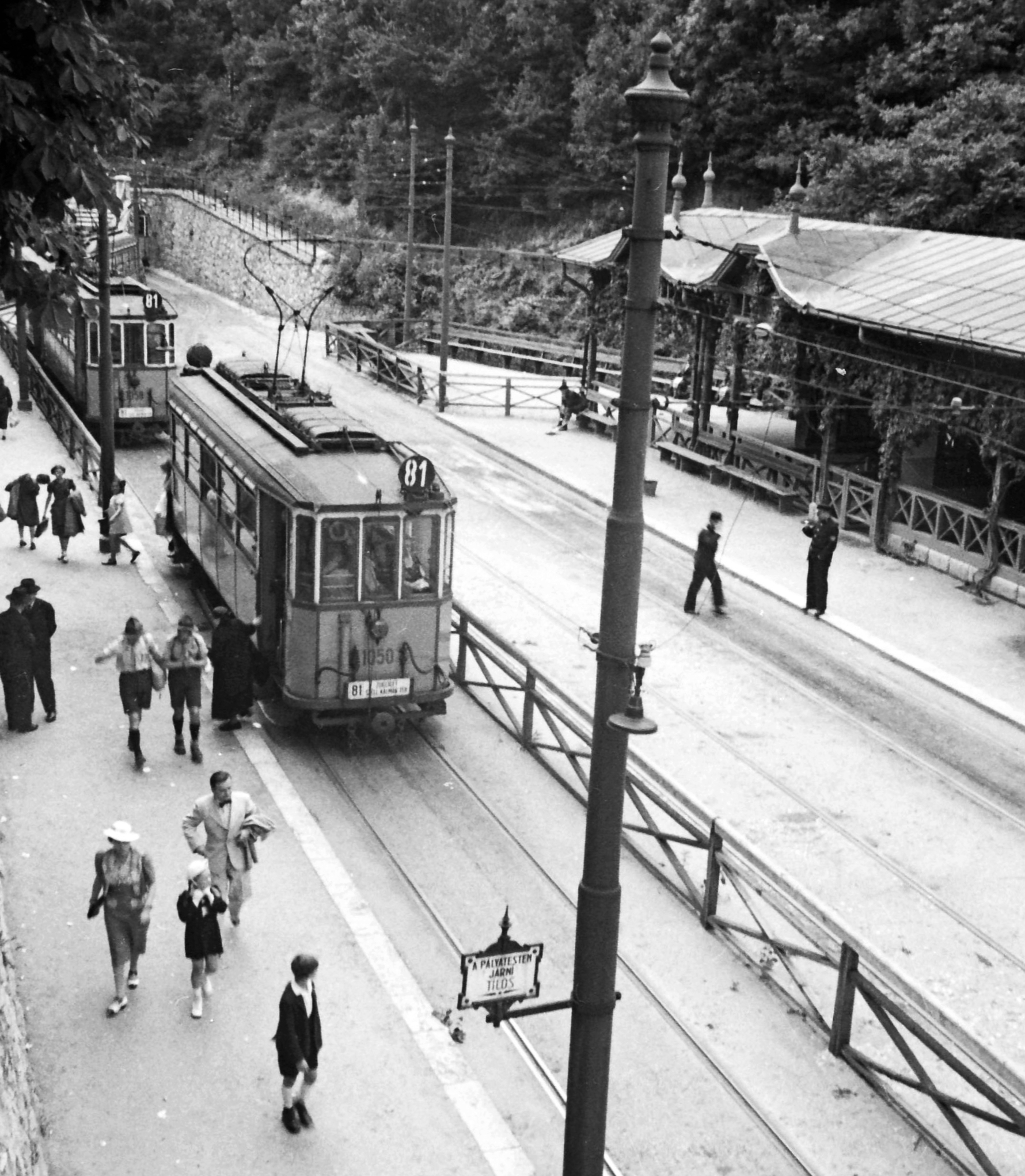
Két V típusú kocsi 81-es villamos végállomásán
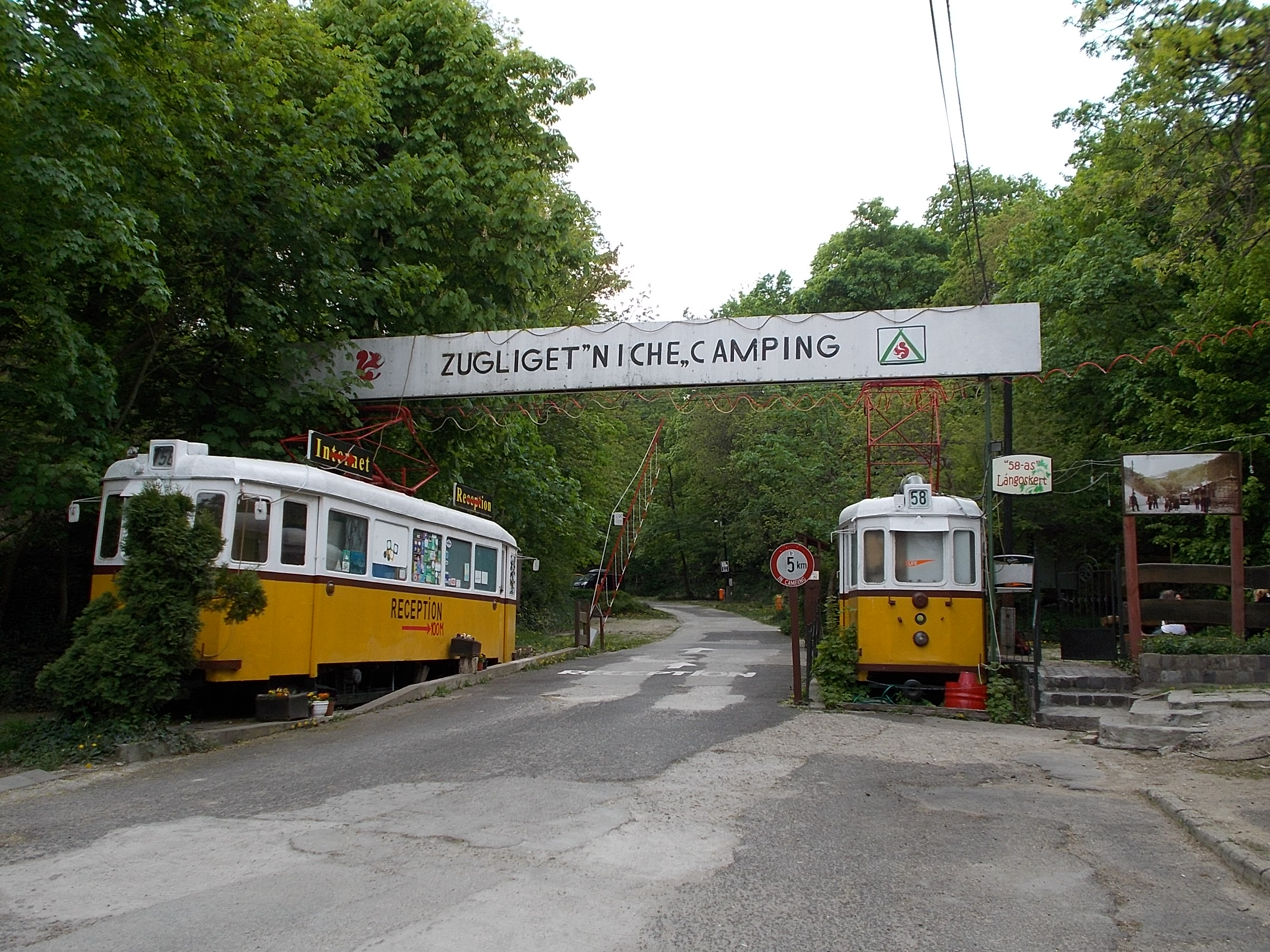
Az 1043-as és az 1061-es pályaszámú motorkocsik a zugligeti kemping bejáratánál
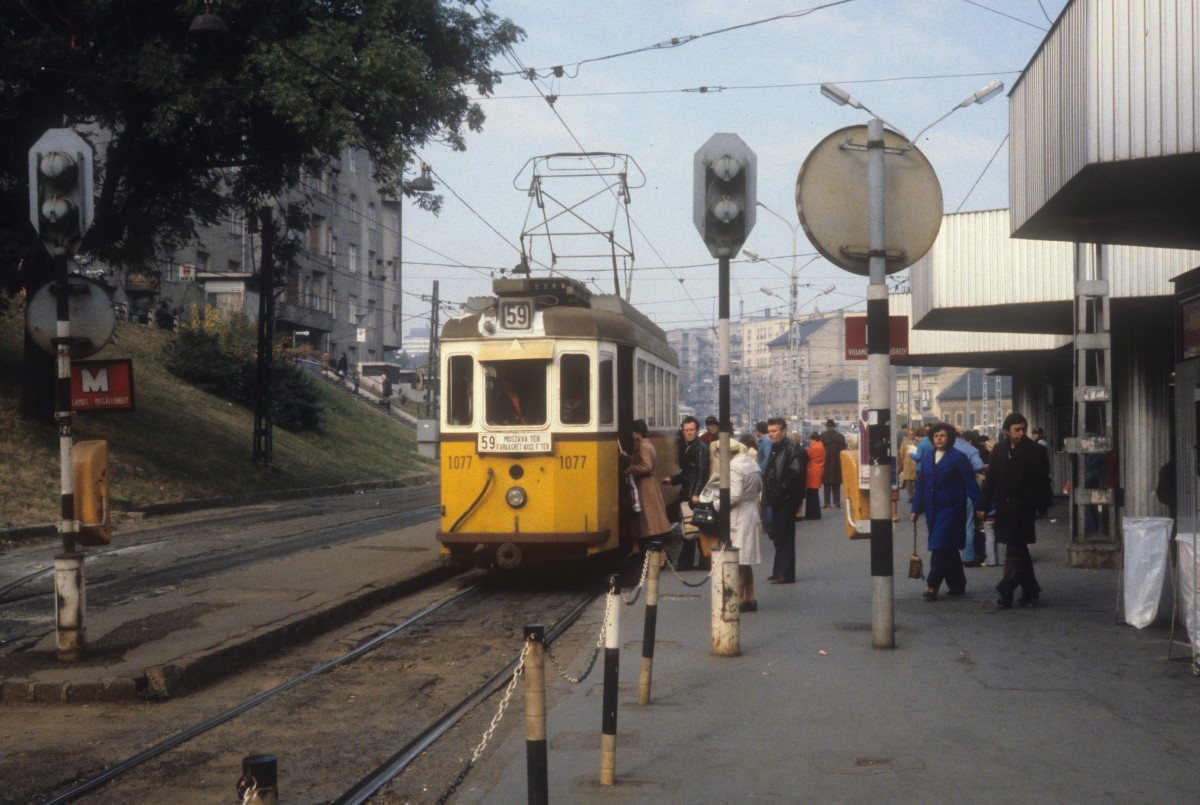
Az 1077-es kocsi a Moszkva téren az 59-esen 1979 októberében
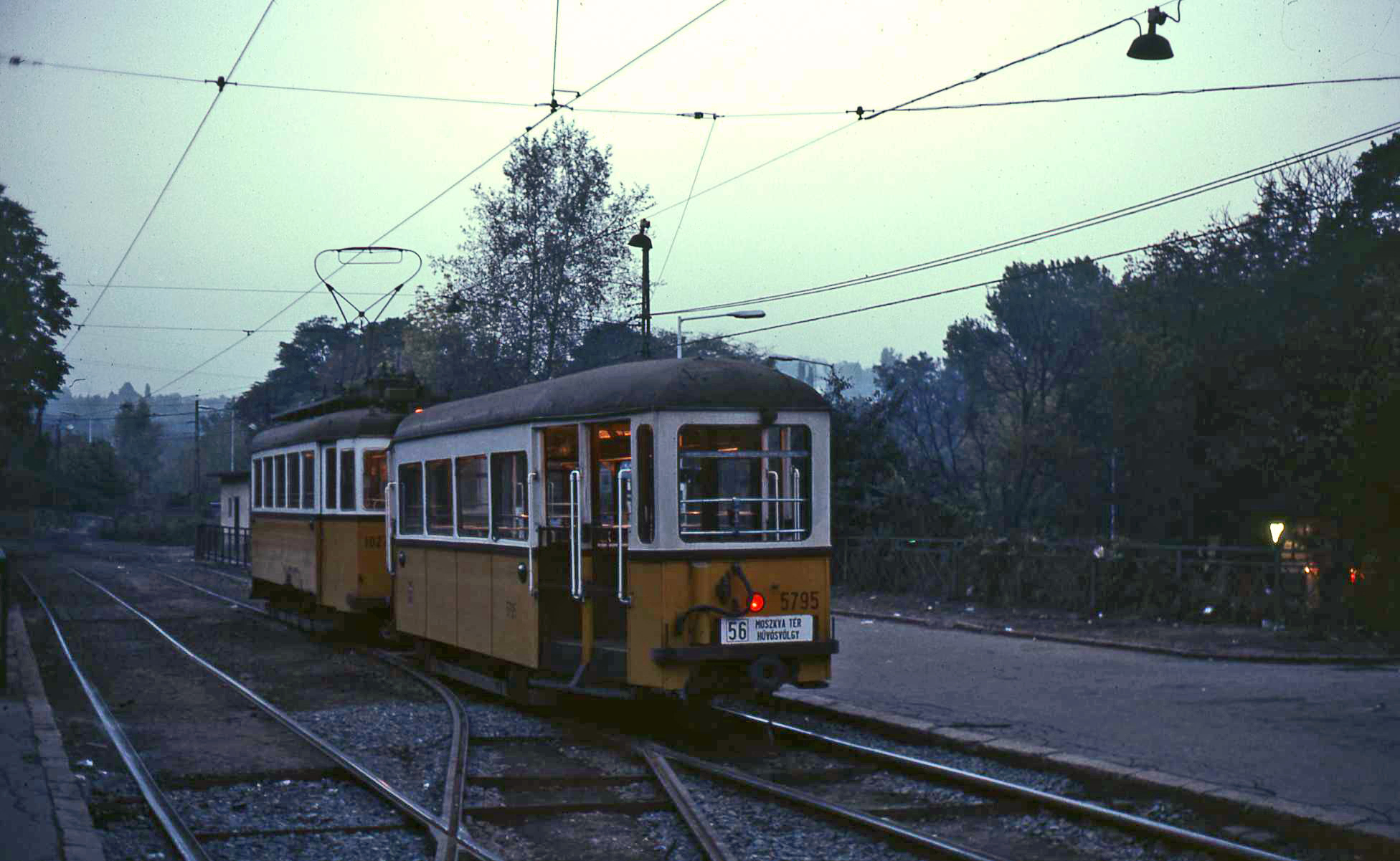
Egy ezres motorkocsi pótkocsival az 56-os villamos vonalán
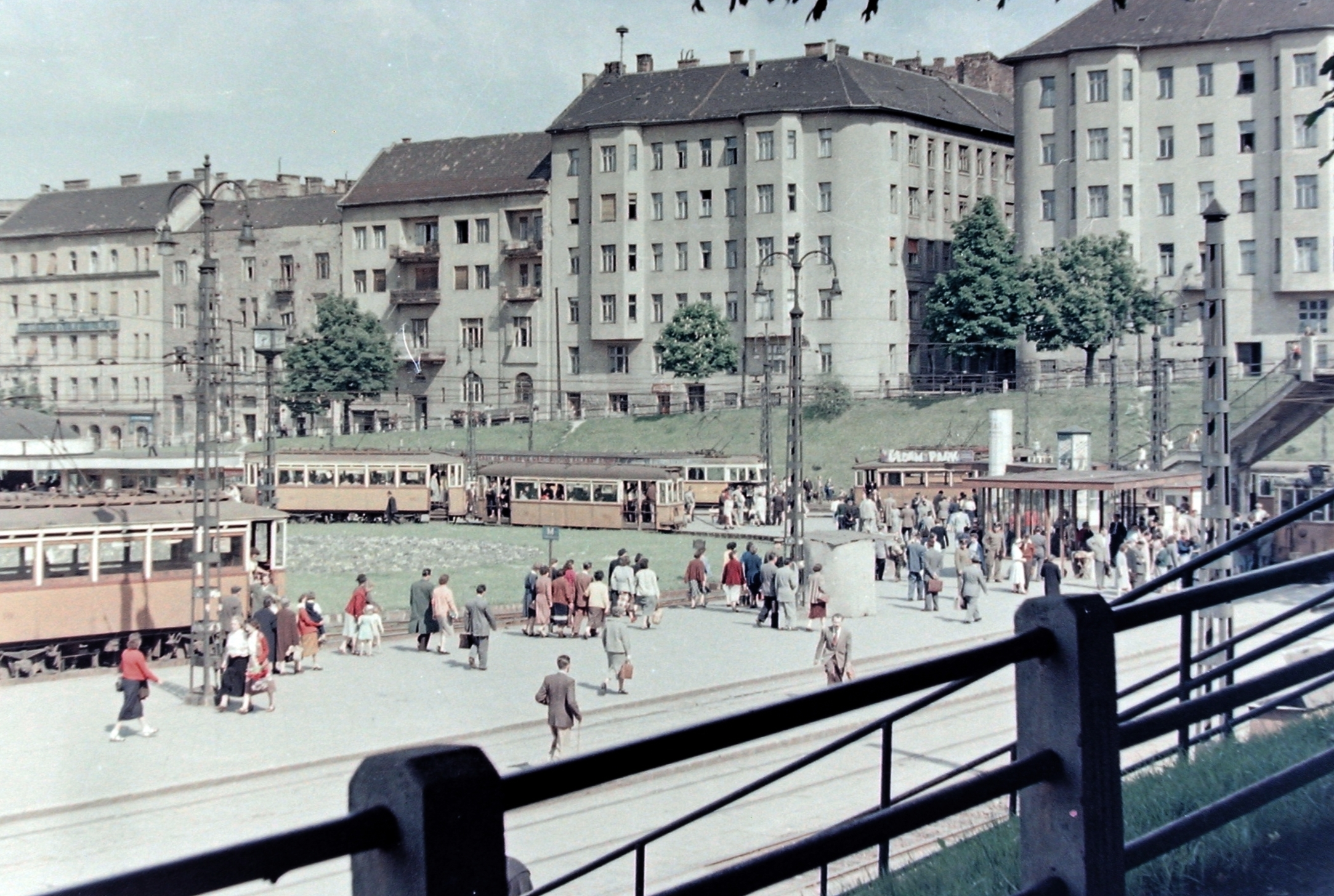
A Moszkva tér
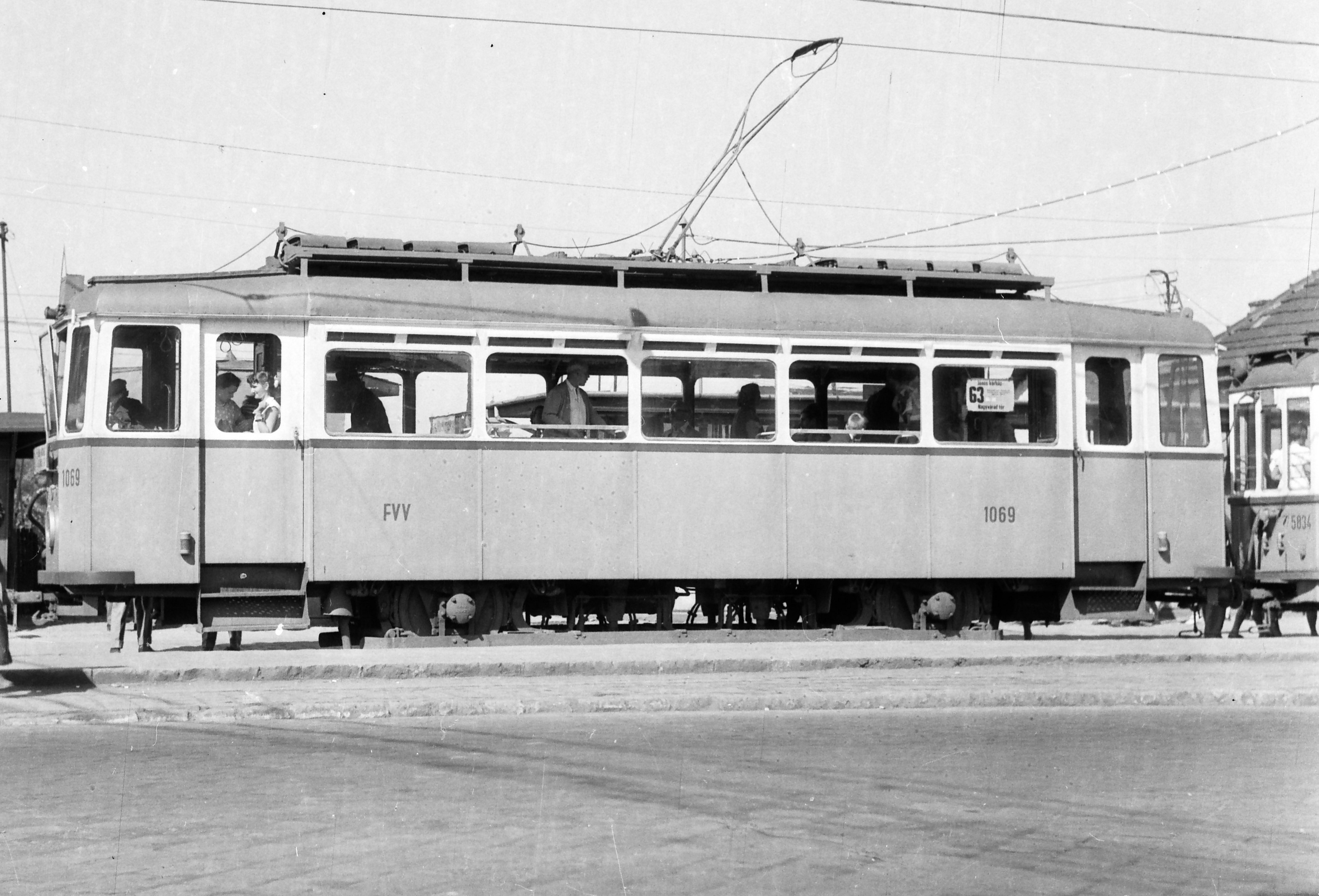
Acélvázas ezres 1957-ben a Nagyvárad téren
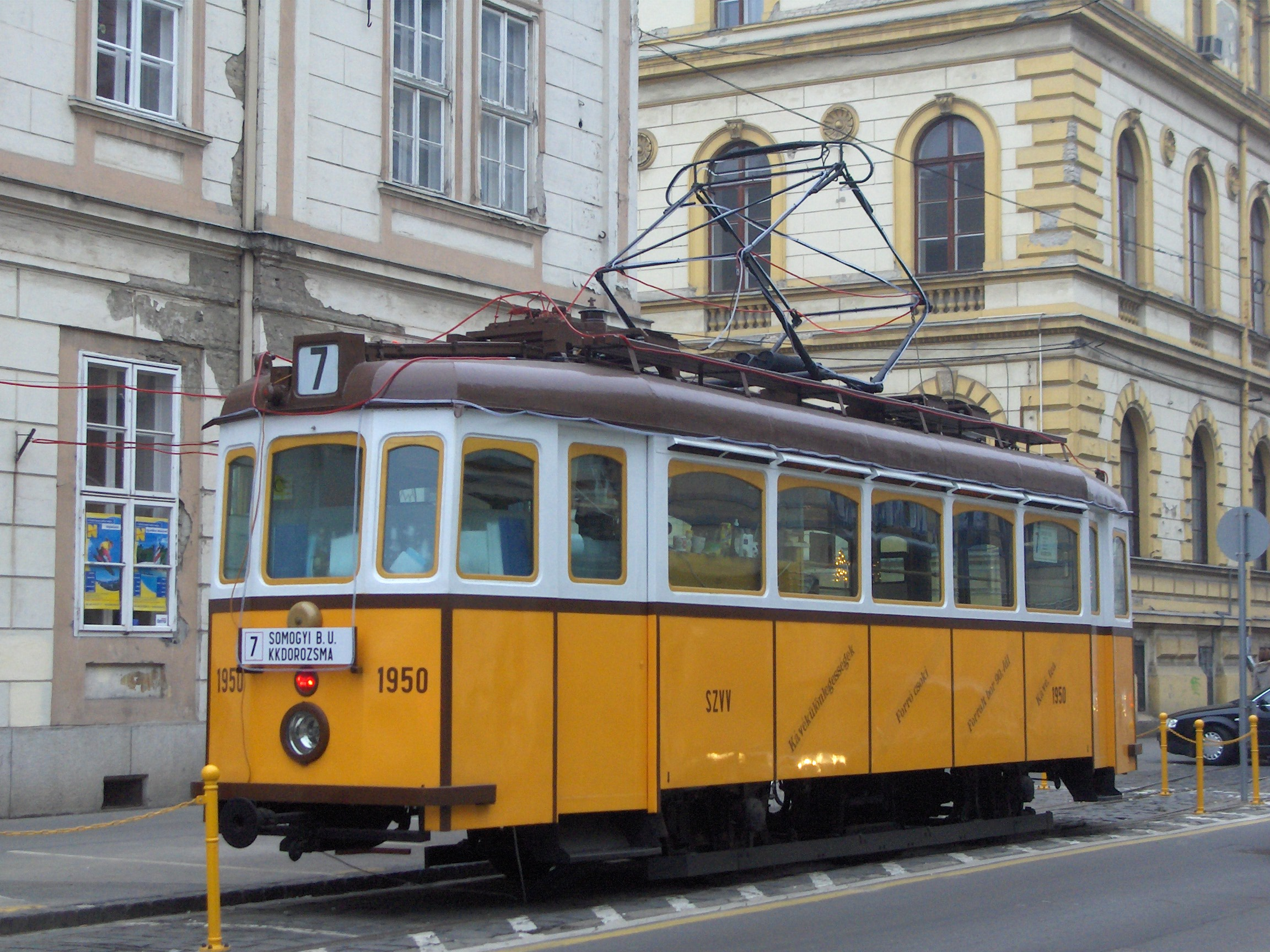
Az egykori 1055-ös kocsi Szegeden kiállítva a 7-es villamos emlékére
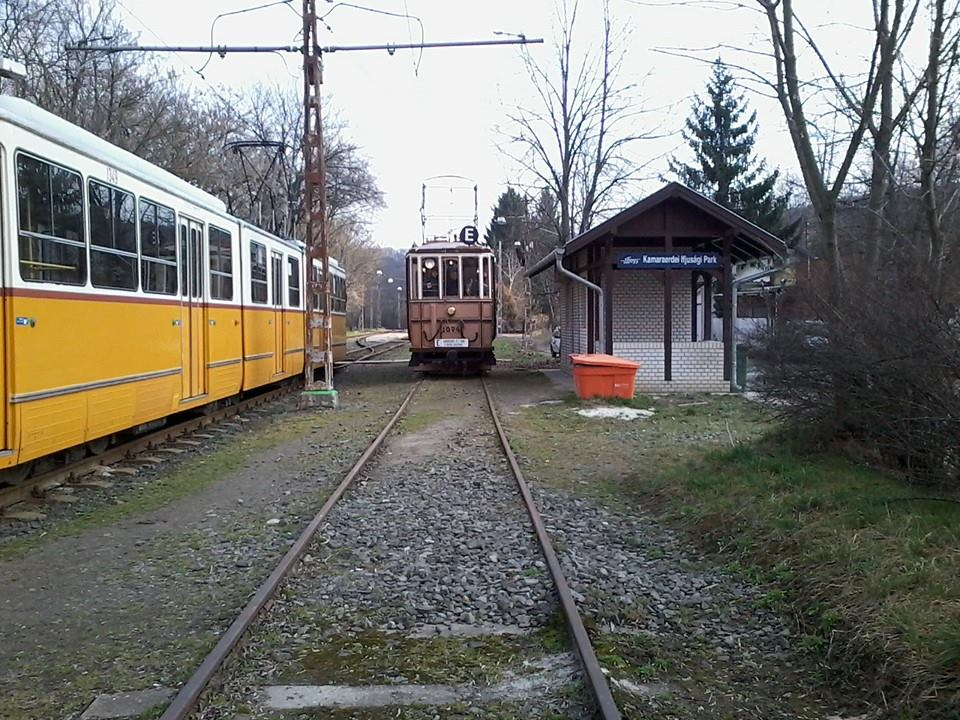
Az 1074-es favázas nosztalgiakocsi Kamaraerdőben